# WAT Atzgersdorf
WAT Atzgersdorf er en østrigsk håndboldklub bydelen Atzgersdorf i Wien, der pr. 2019 spiller i den bedste østrigsk række kaldet Women Handball Austria og ÖHB-Cup.
Klubben er, målt på antallet af aktive medlemmer, Østrigs største håndboldklub. Klubben råder over 240 håndboldspillere fordelt på 27 hold, hvoraf 170 er ungdomspillere mellem 5 til 18 år.
Klubbens kvindehold brudte i sæsonen 2018-19, den tidligere storklub Hypo Niederösterreich mangeårige mesterskabstime, med 42 mesterskaber vundet i træk.